# Veldbeemdgras
Veldbeemdgras (Poa pratensis) is een plant uit de grassenfamilie (Poaceae) die veel gebruikt wordt voor de inzaai van gazon- en sportvelden. Het wordt ook in grasmengsels voor voederdoeleinden gebruikt, maar is in Duitsland voor dit doel veel belangrijker dan in Nederland. In Nederland wordt de soort in weilanden door Engels raaigras weggeconcurreerd. Het aantal chromosomen per plant varieert van 2n=28 tot meer dan 100. Veldbeemdgras is dan ook een klonale soort, die zich hoofdzakelijk door zaad via apomixie en vegetatief door ondergrondse uitlopers (rizomen) voortplant. Sommige rassen afkomstig uit de Scandinavische landen vertonen een winterrust, waarbij de bovengrondse bladeren afsterven.
Veldbeemdgras is een vaste plant, die een dichte zode vormt.

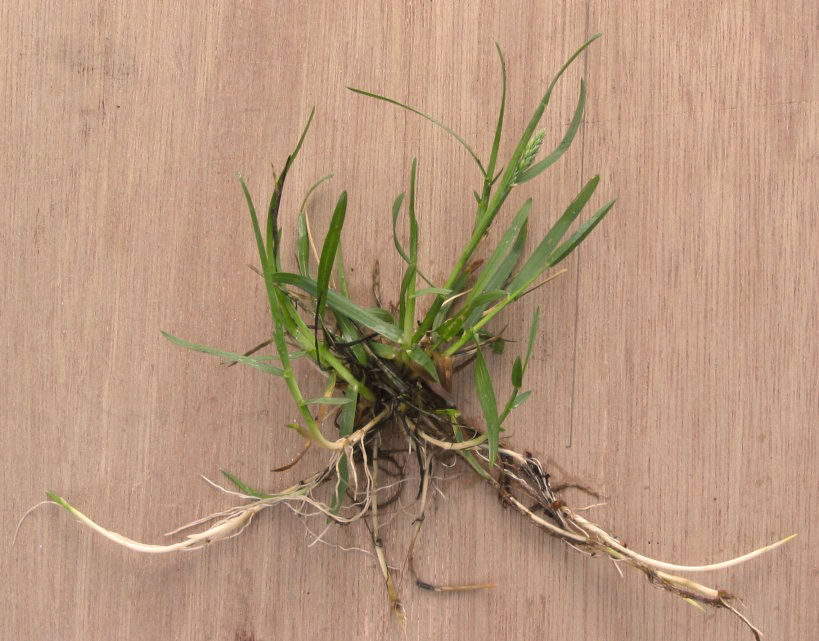
Plant met uitlopers

Veldbeemdgras wordt afhankelijk van het ras 10-90 cm hoog en bloeit met een pluim in mei tot juni. De aartjes hebben drie tot vijf bloempjes, waarvan de kelk- en kroonkafjes evenlang zijn, ongeveer 3 mm. Het onderste kroonkafje (lemma) is onderaan sterk wollig behaard. De meeldraad heeft ongeveer 2 mm lange, violette helmhokjes.
Het blad is 2-5 mm breed. De kleur kan afhankelijk van het ras licht- tot donkergroen zijn. Bij de lichtgroene rassen valt het onkruid straatgras in een gazon niet op. De top van het blad is iets naar binnen gebogen en bij gladstrijken scheurt de top en vormt dan een v. Langs de hoofdnerf lopen twee lichte lijnen, die als het blad tegen het licht gehouden wordt goed te zien zijn. Op de grens van bladschijf en bladschede zit een tot ongeveer 1 mm breed tongetje (ligula). De bladschede kan kaal tot wollig behaard zijn.
De vrucht is een graanvrucht.

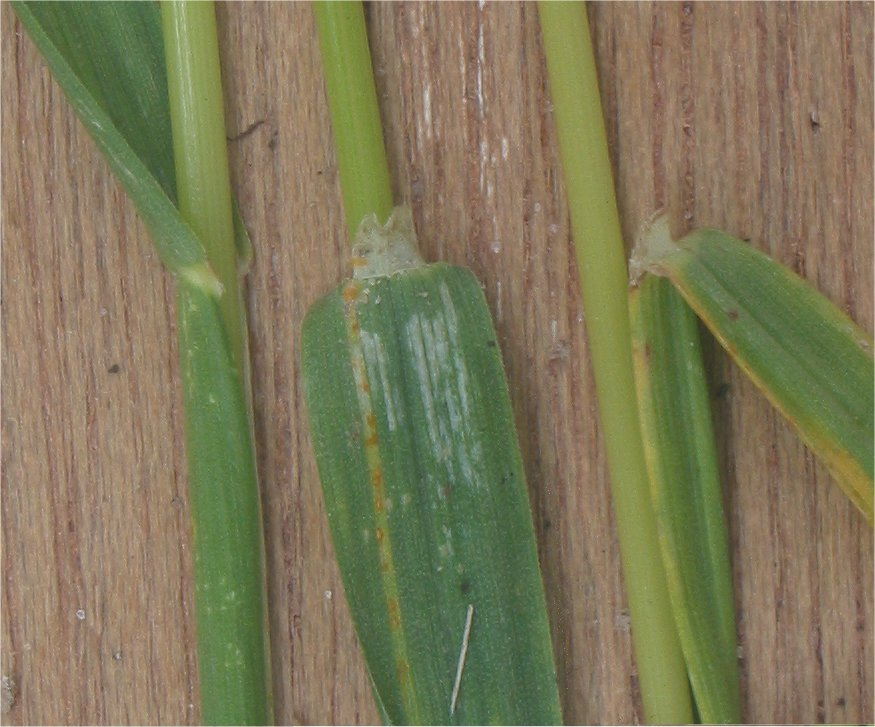
tongetje met op blad aantasting door bruine-vlekkenroest

De plant groeit zowel op droge als natte en zilte grond en kan betreden vrij goed verdragen.

## Ziekten

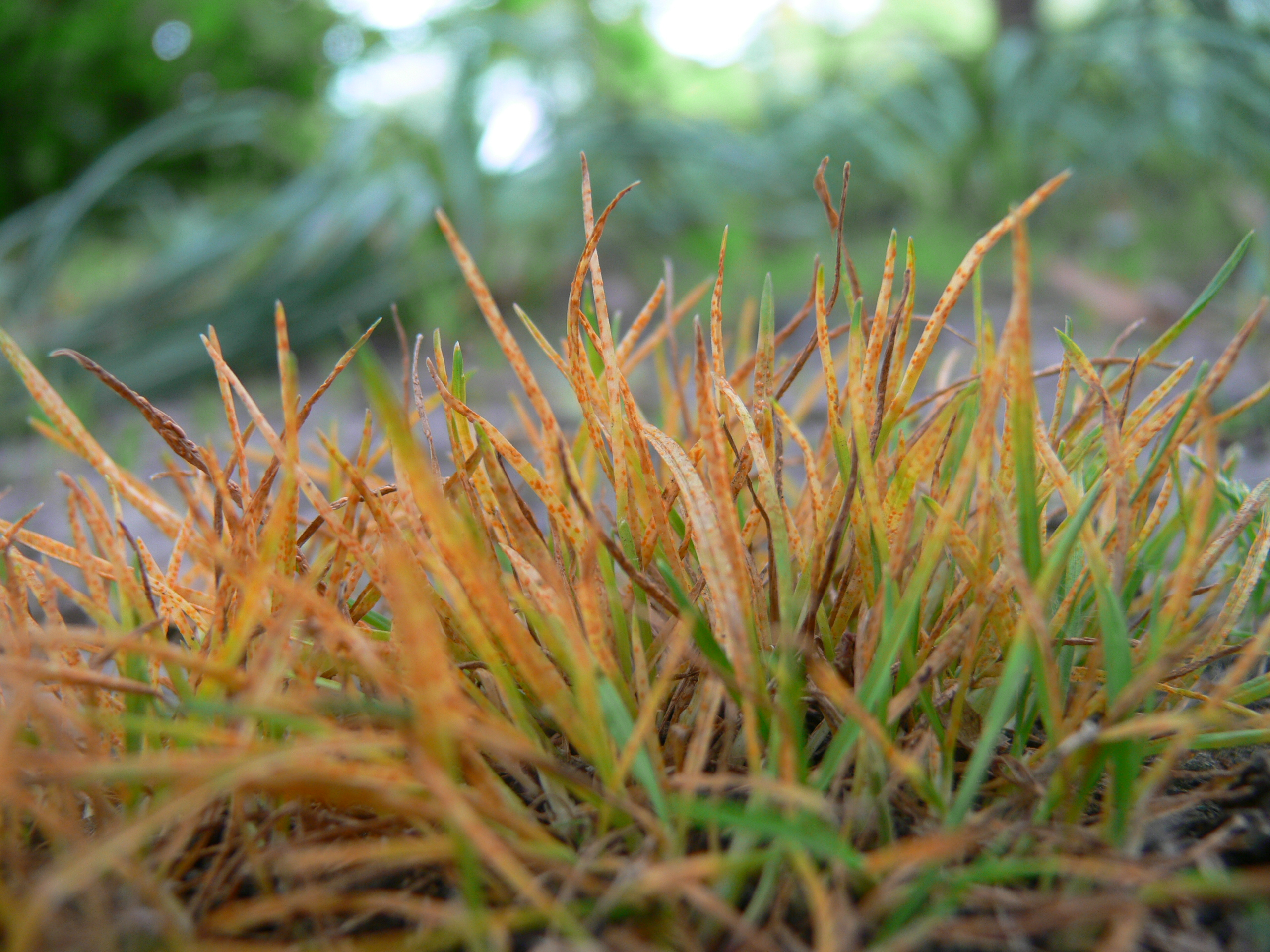
Bruine-vlekkenroest

Veldbeemdgras kan aangetast worden door bladvlekkenziekte (Drechslera poae), bruine-vlekkenroest (Puccinia poae-nemoralis), oranje-strepen roest (Puccinia poarum f.sp. poarum) en echte meeldauw (Erysiphe graminis). De rassen zijn hier verschillend vatbaar voor.

## Waardplant
Veldbeemdgras is een waardplant voor de rupsen van de vlinders dambordje, hooibeestje, koevinkje, bruin zandoogje en bleke grasworteluil.